# Anthaxia kryzhanovskii
Anthaxia kryzhanovskii es una especie de escarabajo del género Anthaxia, familia Buprestidae. Fue descrita científicamente por Alexeev en 1978.